# Université de Winnipeg
L'Université de Winnipeg est une université publique canadienne située au centre-ville de Winnipeg, au Manitoba. 
L'université offre principalement des programmes du premier cycle, bien que certains programmes du deuxième cycle et qu'un programme d'éducation permanente existent. Elle a été fondée en 1938 à la suite de la fusion du Collège du Manitoba (fondé en 1871), du Collège Yellow (fondé en 1875) et du Collège Wesley (fondée en 1888), pour former le United College (Collège uni), collège affilié à l'Université du Manitoba. Elle est devenue une université indépendante sous son nom actuel en 1967. L'Université de Winnipeg est apparentée à une école secondaire : l'University of Winnipeg Collegiate (l'Institut collégial de l'Université de Winnipeg).
L'Université de Winnipeg a été classée dans la revue Maclean's par ses anciens étudiants parmi les dix meilleures universités canadiennes par rapport à leurs expériences scolaires (Entire Educational Experience). Les étudiants sont représentés par l'Association étudiante de l'Université de Winnipeg (University of Winnipeg Students' Association), celle-ci membre de la Fédération canadienne des étudiantes et étudiants (Section 8).

## Certains diplômés reconnus
- Lloyd Axworthy, ancien député fédéral libéral et recteur actuel de l'université ;
- Bill Blaikie, député fédéral néo-démocrate ;
- Ruby Dhalla, députée fédérale libérale ;
- Chantal Kreviazuk, auteure-compositeure-interprète ;
- Margaret Laurence, romancière et nouvelliste ;
- Guy Maddin, réalisateur ;
- Howard Pawley, ancien premier ministre du Manitoba ;
- Fred Penner, acteur, compositeur et scénariste ;
- Susan Thompson, mairesse de Winnipeg ;
- Bif Naked, chanteuse punk ;
- Brad Roberts, chanteur pop du groupe Crash Test Dummies ;
- Bill Richardson, animateur de radio du réseau anglophone de Radio-Canada ;
- Sarah Stock, lutteuse professionnelle à la TNA.